# Ljudmila Nikolajewna Sawrulina
Ljudmila Nikolajewna Sawrulina (russisch Людмила Николаевна Саврулина, wiss. Transliteration Ljudmila Nikolaevna Savrulina; * 25. Juli 1951 in Sussuman) ist eine ehemalige sowjetische Eisschnellläuferin.

## Werdegang
Sawrulina, die für den Zenit Sverdlovsk startete, nahm von 1967 bis 1982 an nationalen Rennen teil und wurde dabei im Jahr 1973 sowjetische Meisterin im Mini-Mehrkampf. Zudem errang sie bei sowjetischen Meisterschaften in den Jahren 1972, 1974 und 1980 jeweils den dritten Platz im Mini-Mehrkampf. International startete sie erstmals in der Saison 1967/68 beim Dynamo Cup in Berlin. In der Saison 1971/72 gewann sie dort im Mini-Mehrkampf und holte bei der Mehrkampfeuropameisterschaft 1972 in Inzell die Bronzemedaille im Mini-Mehrkampf. Beim Saisonhöhepunkt, den Olympischen Winterspielen 1972 in Sapporo, belegte sie den 14. Platz über 1500 m, den zehnten Rang über 1000 m und den achten Platz über 3000 m. Zudem kam sie bei der Mehrkampfweltmeisterschaft 1972 in Heerenveen auf den siebten Platz im Mini-Mehrkampf. Nach Platz zwei im Mini-Mehrkampf beim Dynamo Cup in Berlin zu Beginn der Saison 1972/73, lief sie bei der Mehrkampfeuropameisterschaft 1973 in Brandbu auf den neunten Platz und bei der Mehrkampfweltmeisterschaft 1973 in Strömsund auf den 14. Rang im Mini-Mehrkampf. Im folgenden Jahr erreichte sie bei der Mehrkampfeuropameisterschaft in Almaty den vierten Platz im Mini-Mehrkampf.

## Erfolge

### Olympische Spiele
- 1972 Sapporo: 8. Platz 3000 m, 10. Platz 1000 m, 14. Platz 1500 m

### Mehrkampf-Weltmeisterschaften
- 1972 Heerenveen: 7. Platz Mini-Mehrkampf
- 1973 Strömsund: 14. Platz Mini-Mehrkampf

### Mehrkampf-Europameisterschaften
- 1972 Inzell: 3. Platz Mini-Mehrkampf
- 1973 Brandbu: 9. Platz Mini-Mehrkampf
- 1974 Almaty: 4. Platz Mini-Mehrkampf

## Persönliche Bestzeiten
| Disziplin | Zeit        | Datum             | Ort    |
| --------- | ----------- | ----------------- | ------ |
| 500 m     | 43,50 s     | 2. April 1980     | Almaty |
| 1000 m    | 1:24,77 min | 3. April 1980     | Almaty |
| 1500 m    | 2:11,28 min | 3. Januar 1981    | Almaty |
| 3000 m    | 4:39,52 min | 4. Januar 1981    | Almaty |
| 5000 m    | 8:06,40 min | 27. Dezember 1980 | Almaty |